# Michael Denis
Johann Nepomuk Cosmas Michael Denis, también: Sined el Bardo, (27 de septiembre de 1729 – 29 de septiembre de 1800) fue un sacerdote católico jesuita austríaco, conocido como poeta, bibliógrafo, y naturalista (lepidopterólogo).

## Biografía
Denis era de Schärding, localizado en el río Eno, luego gobernado, en 1729, por el Electorado de Baviera. Hijo de Johann Rudolph Denis, quien le enseñó latín a temprana edad. A los diez años, fue inscrito para ser educado por los jesuitas en su colegio en Passau. Tras completar sus estudios en 1747, ingresó al noviciado de la Sociedad de Jesús en Viena.
En 1749, después de este período de formación inicial, Denis fue enviado a llevar su período de Regencia en colegios jesuitas en Graz, y en Klagenfurt. En 1757, fue ordenado presbítero. Dos años más tarde, fue designado profesor en la Academia Theresianum de Viena (un colegio jesuita). En 1773, con la supresión de la Compañía de Jesús, y el subsiguiente cierre de la Universidad, permaneció allí para mantener su biblioteca hasta 1784, momento en el cual fue nombrado segundo custodio de la biblioteca de la corte real, y siete años más tarde se convirtió en su bibliotecario jefe.
En 1800, Denis falleció en Viena.

## Escritos
- Die Lieder Sineds des Barden (Las canciones de Sined el Bardo.) (1772), muestra las extravagancias del movimiento bárdico. Es mejor recordado como el traductor de Ossian (1768–1769; también publicado junto con sus propios poemas en 5 v. como Ossians und Sineds Lieder (Canciones de Ossians y Sineds), 1784).
- Sammlung kürzerer Gedichte aus den neuern Dichtern Deutschlandes (Colección de poemas más cortos de los nuevos poetas de Alemania), 3 v. (1762–1766), fue inestimable a este respecto.

También dejó una serie de compilaciones bibliográficas:
- Grundriss der Bibliographie und Bücherkunde (Diseño de la bibliografía y libros.) (1774),
- Grundriss der Literaturgeschichte (Plano de la historia de la literatura.) (1776),
- Einleitung in die Bücherkunde (Introducción a la librería.) (1777),
- Wiens Buchdruckergeschichte bis 1560 (Historia de la impresión de libros, en Viena hasta 1560.) (1782).

Ossians und Sineds Lieder no han sido reimpresos desde 1791; pero una selección de la poesía de Denis, editada por Richard Hamel, se encuentra en el v. 48 (1884) de Kürschners Deutsche Nationalliteratur (Literatura nacional alemana de Kürschner). Su Literarischer Nachlass la publicó Joseph Friedrich Freiherr von Retzer en 1802 (2 v.) dos años después de la muerte de Denis en Viena, a los 71 años.

## Científico
Además de su producción literaria, trabajando con Ignaz Schiffermüller, Denis formó una colección temprana de mariposas y polillas, y publicó el primer catálogo de Lepidoptera encontrados en Viena. Su colección se mantuvo en el Palacio Imperial de Hofburg y fue destruida en el curso de la Revolución de 1848

## Obra
- Poetische Bilder der meisten kriegerischen Vorgänge in Europa seit dem Jahr 1756 (Imágenes poéticas de la mayoría de los eventos marciales en Europa desde 1756), Viena 1760
- Die Gedichte Ossians, eines alten celtischen Dichters, aus dem Englischen übersetzt (Los poemas de Ossian, un antiguo poeta celta, traducido del inglés), Viena 1768–69
- Einleitung in die Bücherkunde (Introducción a la librería.), Viena 1777–1778, 1772 (incluye el texto de Mozart.
- Bardengesang auf Gibraltar: O Calpe! Dir donnert's am Fuße (Bard cantando en Gibraltar: ¡Oh Calpe! Estás susurrando al pie).
- Systematisches Verzeichniß der Schmetterlinge der Wienergegend herausgegeben von einigen Lehrern am k. k. Theresianum (Directorio sistemático de las mariposas del Wienergegend publicado por algunos profesores en el k. k. Theresianum) (con Ignaz Schiffermüller), Viena 1775
- Grundriß der Bibliographie (Plano de la bibliografía), Viena 1777
- Die Merkwürdigkeiten der k. k. garellischen öffentlichen Bibliothek am Theresiano (Las rarezas de la Biblioteca Pública garelliana de Theresiano), Viena 1780
- Bibliotheca typographica Vindobonensis ab anno 1482 usque ad annum 1560 (Biblioteca Claustroneoburgensis impreso desde el año 1482 hasta 1560), Viena 1782 (al alemán Wiens Buchdruckergeschichte bis 1560 (Historia de la impresión de libros, en Viena hasta 1560), Viena 1782–1793)
- Ossian und Sineds Lieder (Canciones de Ossian y Sineds), 5 v. 1784
- Kurze Erzählung der Streitigkeiten über die alten Urkunden (Breve narración de disputas sobre los documentos antiguos), Heidelberg 1785
- Zurückerinnerungen (Recuerdos de vuelta), Viena 1794
- Carmina quaedam (Encantamientos), Viena 1794
- Beschäftigungen mit Gott schon in dem 12. Jahrhundert gesammelt (Ocupaciones, con Dios, recogidas en el siglo XII), Viena 1799

## Literatura
- Paul von Hofmann-Wellenhof. Michael Denis. Ein Beitrag zur deutsch-oesterreichischen Literaturgeschichte des XVIII. Jahrhunderts (Un aporte a la historia literaria germano-austríaca del siglo XVIII). Wagner, Innsbruck 1881

## Abreviatura (zoología)
La abreviatura Denis  se emplea para indicar a Michael Denis como autoridad en la descripción y taxonomía en zoología.